# Spitzach

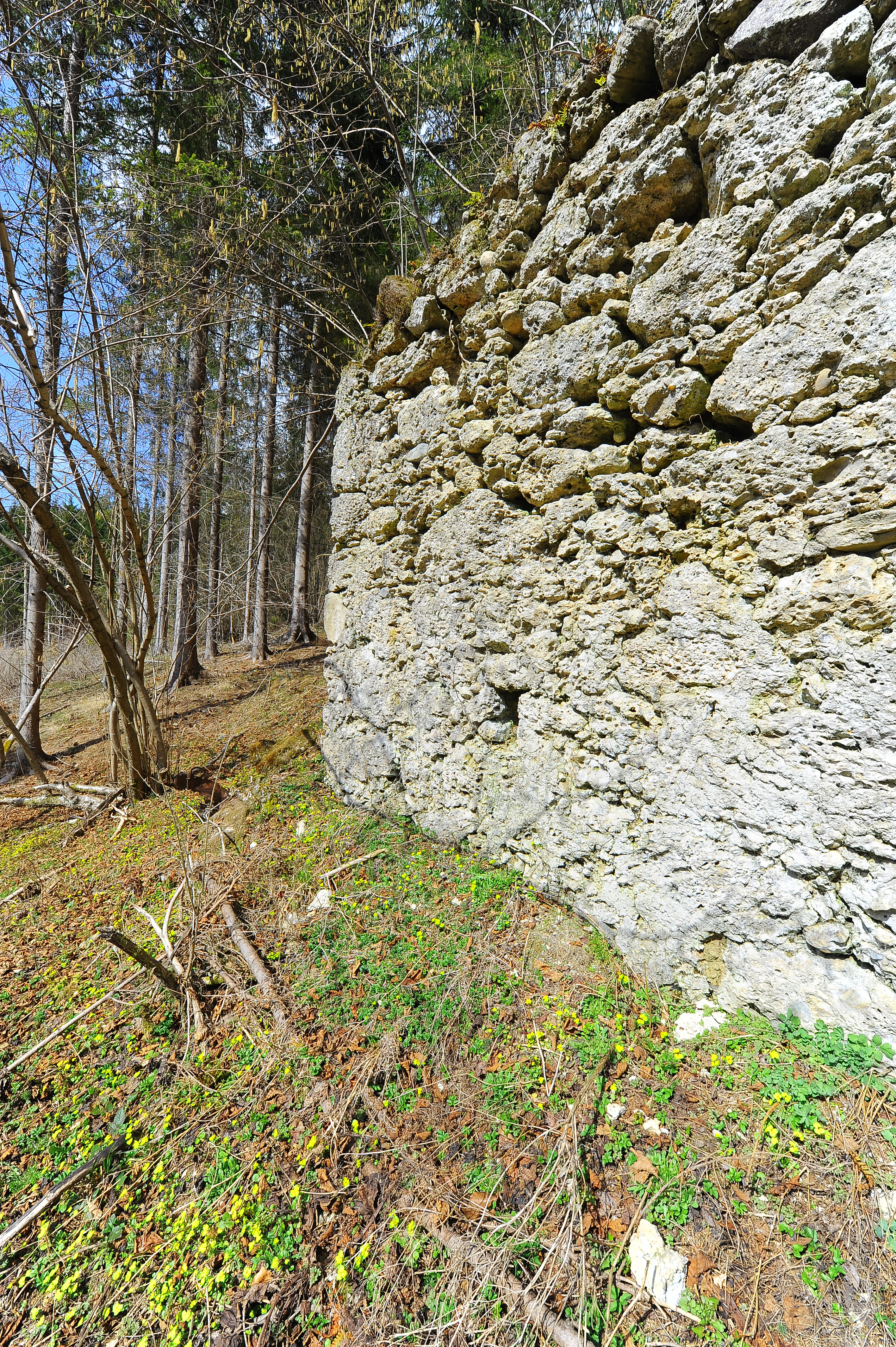
Spitzach

Spitzach (slowenisch Špice) ist eine Dorfwüstung in der Sattnitz südlich von Klagenfurt.

## Geologie und Morphologie
Eingesenkt in den Nordrand der Konglomeratmasse der Sattnitz zieht sich von dem südlich Ebental am Rand der Sattnitzhöhe gelegenen Lipizach aus ein schmales Tal in östlicher Richtung hin und tieft sich unter zunehmender Versteilung der Talformen bis auf 200 m ein. In dieses Tal, das seine Anlage einer Umfließungsrinne des Wörtherseegletschers während der Eiszeit verdankt und das bis heute in seinem oberen Teil trocken liegt, mündet der auf der Hochfläche der Sattnitz bei Werouzach entspringende Gurnitzbach ein. Den Talgrund einschneidend, benutzt er das Tal ein kurzes Stück in Ostrichtung, um dann jäh nach Norden auszubrechen und in einer wilden Schlucht mit gischtendem Wasserfall den Plattenrand der Sattnitz zu durchsägen. Östlich von Gurnitz hat er einen Schwemmkegel aufgeworfen, auf dessen Scheitel er sich einen Weg zur nahen Glan sucht.

## Geschichte
Die Sattnitz ist ein rund 30 km langer West-Ost gestreckter Bergzug ca. 10 km südlich von Klagenfurt mit wuchtig aufragenden Steilwänden. Hier entstand um 1600 das kleine Dorf Spitzach, bestehend aus neun Keuschen. Auch das nahe gelegene Lipizach entstand um diese Zeit, die allgemein in Kärnten eine Zeit des Landesausbaues mit Keuschlerexistenzen war. Die sechs Keuschler rodeten den steilen Sonnhang des engen Tales und erbauten ihre Häuser auf kleinen Terrassenresten, da im Talgrund selbst kein Platz war. Am Schatthang gegenüber wurden zwei weitere Keuschen angelegt. Die gegen Westen spitz auslaufende Rodungsinsel gab dem Dorf den Namen „Spitzach“. In den Quellen finden wir oft auch die Bezeichnung „Am Spiz“. Die Betriebe hatten 2–3 ha zur Verfügung, auf denen sie in mühevoller Arbeit einen geringen Ertrag erzielten. Die Bedingungen der landwirtschaftlichen Nutzung verschlechterten sich nach der Bauernbefreiung von 1848 zusehends.
Zugleich wuchs das Interesse der Grafen Goess von Ebenthal an einer geordneten forstwirtschaftlichen Nutzung ihrer Wälder, sodass sie die landwirtschaftliche Nutzung immer stärker zurückdrängten. Der wirtschaftliche Druck auf die Keuschler wurde immer größer, ihre Kinder waren angesichts der nahen Landeshauptstadt Klagenfurt nicht mehr bereit, die Wirtschaft zu übernehmen. Um 1900 verließen die letzten Bewohner ihr Dorf. Anhand von Quellen aber auch der Pfarrmatriken und des Grundbuches konnte diese moderne Dorfwüstung beispielgebend rekonstruiert werden.

## Belege
1. ↑  Ortsnamenverzeichnis. In: volksgruppenbuero.at. Volksgruppenbüro, S. 48, archiviert vom Original (nicht mehr online verfügbar) am 21. Dezember 2014; abgerufen am 1. Oktober 2015.  Info: Der Archivlink wurde automatisch eingesetzt und noch nicht geprüft. Bitte prüfe Original- und Archivlink gemäß Anleitung und entferne dann diesen Hinweis.

Koordinaten: 46° 36′ N, 14° 23′ O